# John Wick: Chapter 2
John Wick: Chapter 2 is een Amerikaanse neo noir-actiefilm uit 2017, geregisseerd door Chad Stahelski. De film is een sequel op John Wick uit 2014.

## Verhaal
De film begint vier dagen na de feiten van de eerste film waarbij voormalig huurmoordenaar John Wick (Keanu Reeves) zijn gestolen Ford Mustang Mach 1 terugvindt in een chop shop van Abram Tarasov, de broer van Viggo en oom van Iosef. Bij het daaropvolgend gevecht met de mannen van Abram wordt zijn auto zwaar beschadigd maar Wick spaart Tarasov in een poging de vrede te bewaren. Later komt de Italiaanse maffiabaas Santino D'Antonio hem opzoeken en verplicht hem een laatste job aan te nemen en geeft hem de opdracht zijn zuster Gianna D'Antonio te vermoorden in Rome. John Wick gaat doen wat hem gevraagd wordt, maar Gianna snijdt zelf haar polsen door. Nadat hij terugkeert naar New York plaatst D'Antonio een contract ter waarde van 7 miljoen dollar om Wick te doden en krijgt hij een heleboel huurmoordenaars achter zich. John Wick gaat achter D'Antonio aan ondanks het feit dat hij uit de onderwereld gezet zal worden als hij de maffiabaas doodt in hotel The Continental (New York).

## Rolverdeling
| Acteur              | Personage         |
| ------------------- | ----------------- |
| Keanu Reeves        | John Wick         |
| Riccardo Scamarcio  | Santino D'Antonio |
| Ian McShane         | Winston Scott     |
| Ruby Rose           | Ares              |
| Common              | Cassian           |
| Claudia Gerini      | Gianna D'Antonio  |
| Lance Reddick       | Charon            |
| Laurence Fishburne  | De Bowery King    |
| Tobias Segal        | Earl              |
| John Leguizamo      | Aurelio           |
| Bridget Moynahan    | Helen Wick        |
| Thomas Sadoski      | Jimmy             |
| David Patrick Kelly | Charlie           |
| Franco Nero         | Julius            |
| Peter Serafinowicz  | De Sommelier      |
| Margaret Daly       | De Operator       |
| Chukwudi Iwuji      | Meneer Akoni      |
| Peter Stormare      | Abram Tarasov     |

## Productie
De filmopnamen gingen van start op 26 oktober 2015 in New York; onder meer werd aan het einde van de eerste week gefilmd in Manhattan. Daarna verhuisde het filmteam naar Rome en naar Vancouver. De film kreeg overwegend lovende kritieken met een score van 90% op Rotten Tomatoes en was een succes aan de kassa.
Regisseur Chad Thahelski onthulde in oktober 2016 dat er al gewerkt werd aan een derde deel, John Wick: Chapter 3 – Parabellum.